# Егорьев, Всеволод Евгеньевич
Все́волод Евге́ньевич Его́рьев (1883—1967, Ленинград) — российский и советский военно-морской деятель, контр-адмирал (4.06.1940).

## Биография
Родился во Владивостоке 23 октября 1883 года в семье морского офицера Евгения Романовича Егорьева и Анны Яковлевны Аксёновой. Учился в Кронштадтской мужской гимназии. Мать Всеволода умерла в 1895 году. Отец, будучи командиром крейсера «Аврора», погиб в Цусимском сражении.

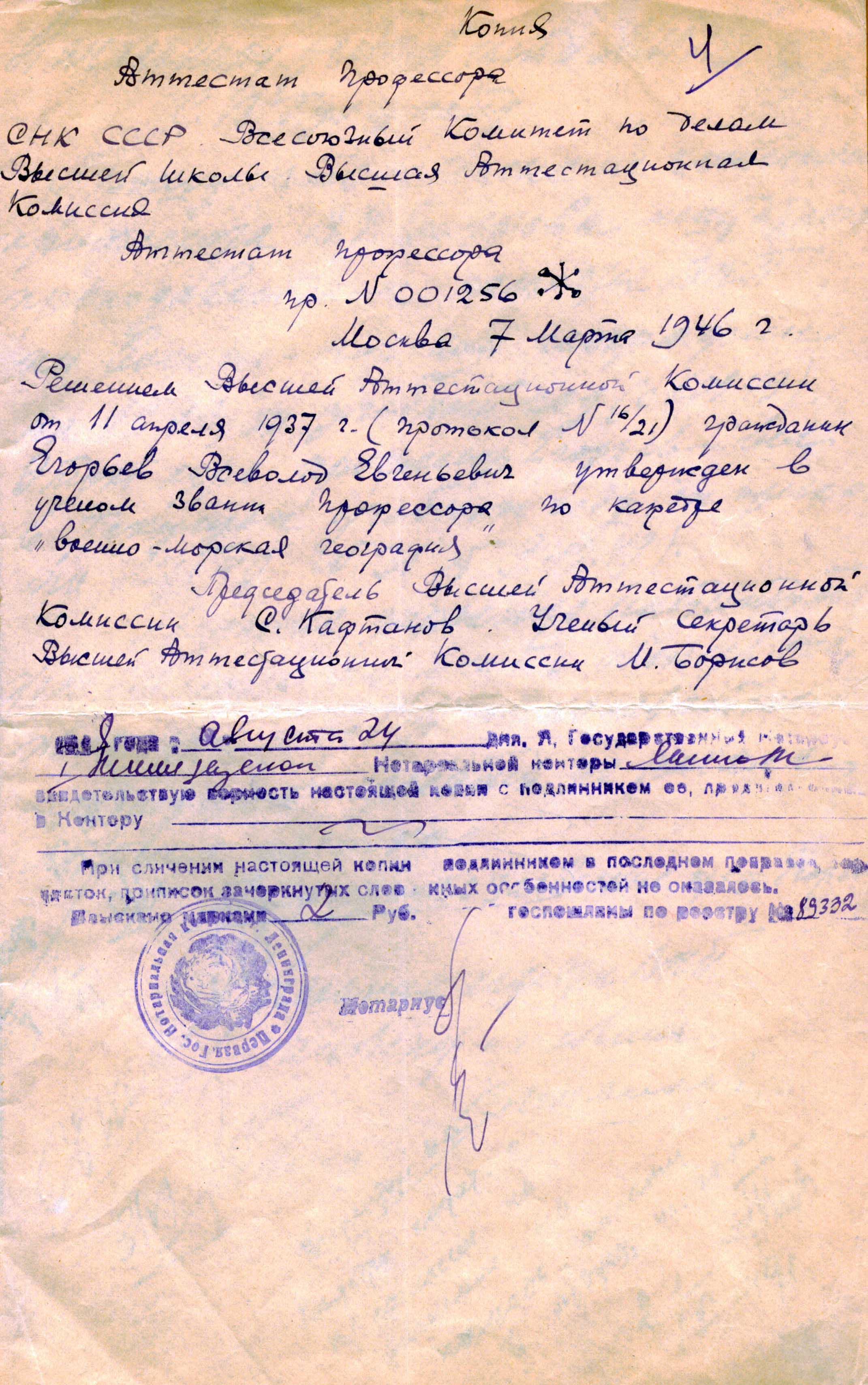
Копия аттестата профессора Егорьева В. Е.

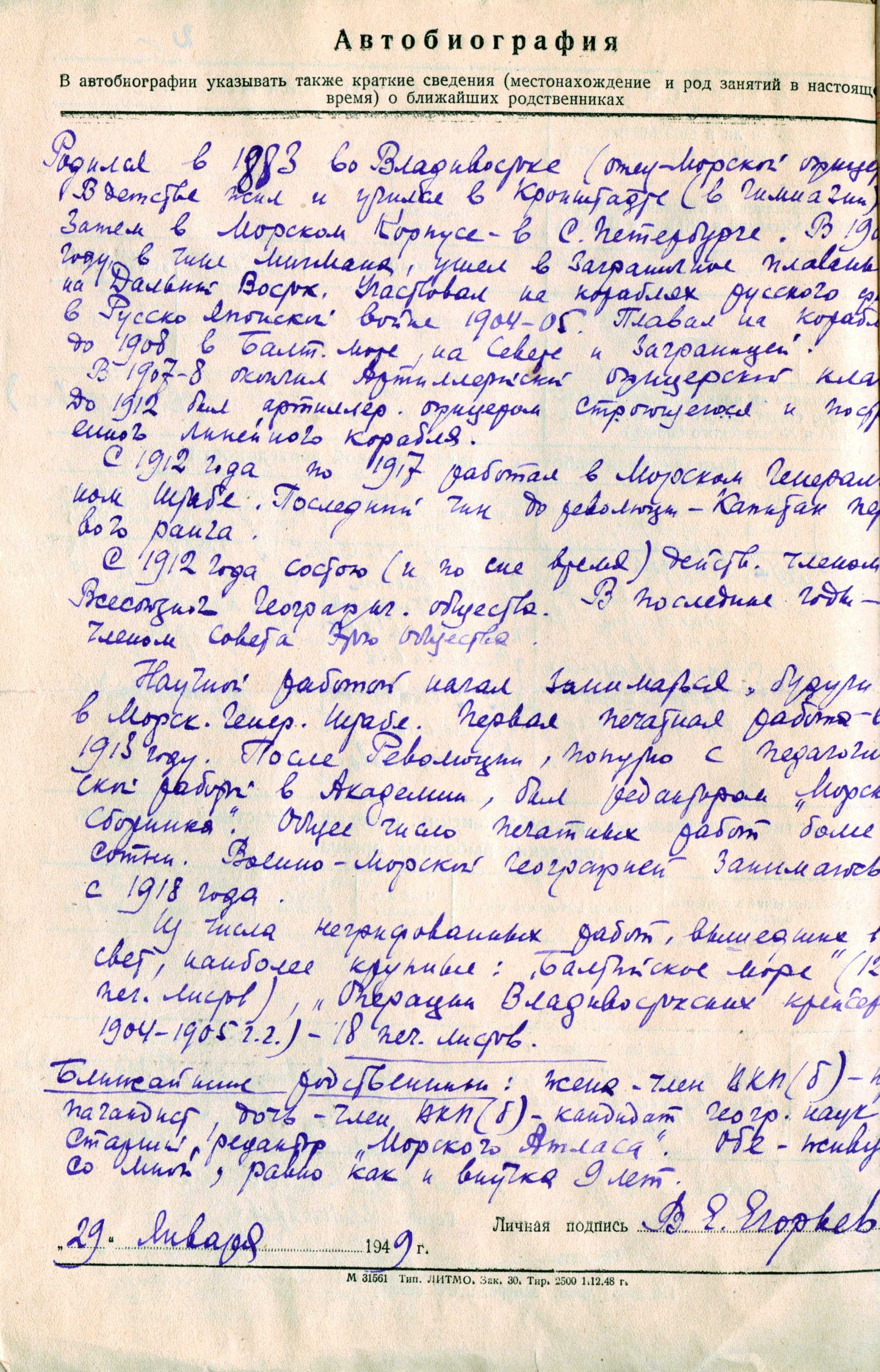
Автобиография Егорьева В. Е.

6 мая 1902 года окончил Морской кадетский корпус и приказом по Морскому ведомству был произведён в чин мичмана. В заграничном плавании на крейсере 1-го ранга «Богатырь» и кораблях эскадры Тихого океана (1902—1904) — флаг-офицер штаба командующего 1-й эскадрой флота Тихого океана (1904) и штаба командующего отрядом крейсеров в Тихом океане (1904—1905). Участвовал в операциях этого отряда в русско-японской войне, в том числе в бою в Корейском проливе на борту крейсера «Россия».
В 1904 году произведён в лейтенанты за отличие в делах против неприятеля.
Служил на крейсерах 1-го ранга «Россия» (1905—1906) и «Богатырь» (1906—1907). В 1908—1910 годах — старший артиллерийский офицер линейного корабля «Император Павел I».
Старший лейтенант (1910).
В 1911 г. прикомандирован к Морскому Генеральному штабу, начальник статистического отделения Морского Генерального штаба в 1914—1917.
В 1913 произведён к капитаны 2 ранга, в 1916 — в капитаны 1 ранга.
С 1912 года был членом Русского географического общества.
В дни Февральской революции занял пост помощника начальника Морского Генерального штаба с исполнением обязанностей его начальника, затем начальник Главного управления по делам личного состава флота (1917).

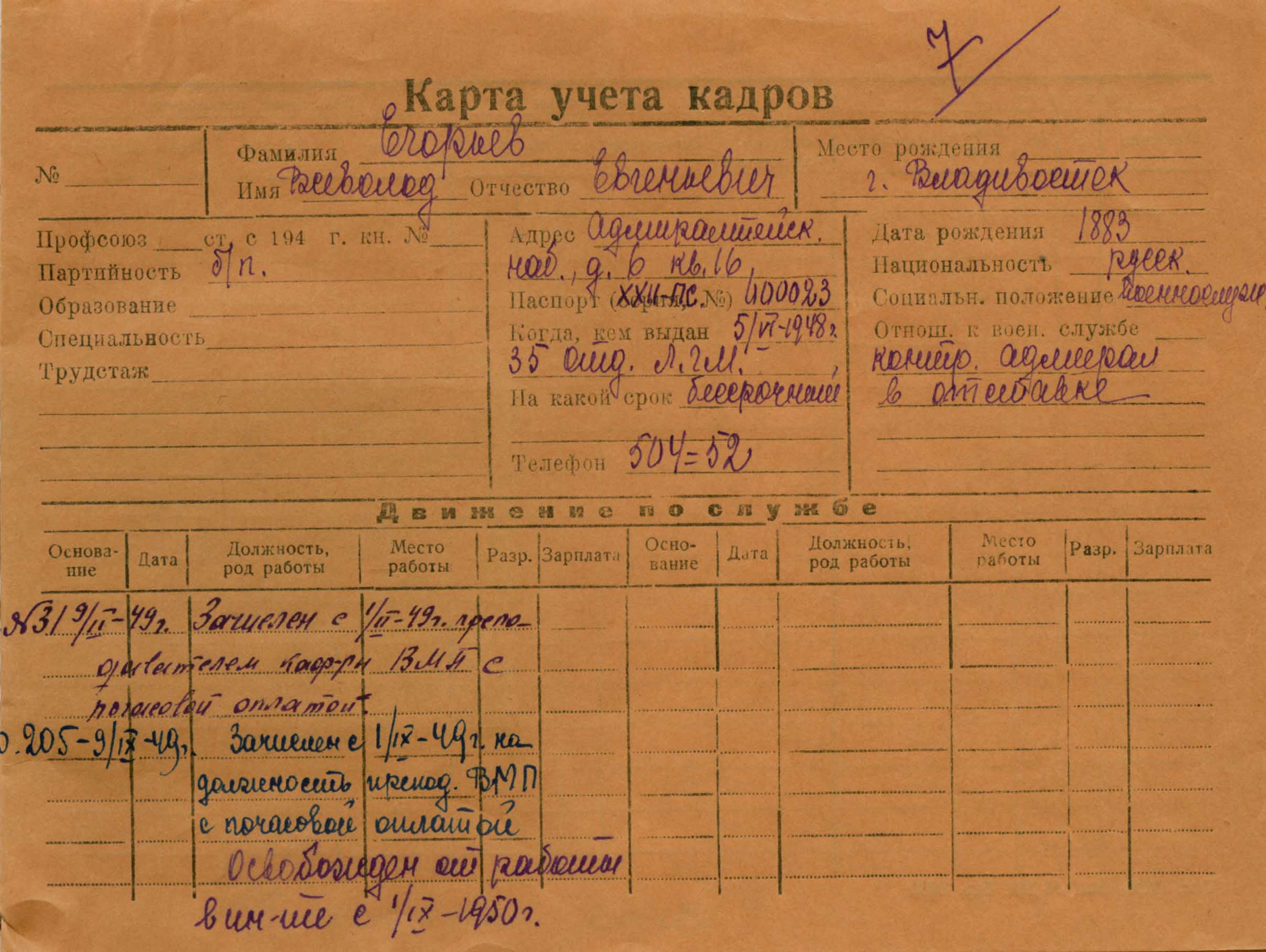
Карта учёта кадров профессора ЛИТМО Егорьева В. Е.

После Великой Октябрьской социалистической революции остался в Советской России.
С 1918 по 1948 преподавал в Военно-морской академии имени К. Е. Ворошилова, в разное время возглавлял кафедры военно-морской географии, международного морского права, истории военно-морского искусства и иностранных языков. Одновременно был редактором журнала «Морской сборник» (1919—1931).
На Женевской конференции 1928—1929 годов был морским экспертом советской делегации.
Профессор (1935), доктор военно-морских наук (1943), заслуженный деятель науки РСФСР (1944).
Звание капитана 1 ранга присвоено 15 марта 1936 (приказ № 01168/п), звание контр-адмирала присвоено 4 июня 1940 (приказ № 946).
В 1949—1950 годах — преподаватель военной кафедры Ленинградского института точной механики и оптики.
Умер 17 февраля 1967 года. Похоронен в Ленинграде на Серафимовском кладбище.

## Награды
- Орден Святого Станислава 3 степени с мечами и бантом (1904)
- Орден Святой Анны 4 степени «за храбрость» (1904)
- Орден Святой Анны 3 степени с мечами и бантом (1905)
- Орден Святого Станислава 2 степени (1910)
- Орден Святого Владимира 4 степени (1914)
- Орден Святой Анны 2 степени (1915)
- Медаль «В память русско-японской войны» (1906)
- Медаль «В память 300-летия царствования дома Романовых» (1913)
- Медаль «В память 200-летия морского сражения при Гангуте» (1915)
- Знак в память 200-летнего юбилея Морского корпуса
- Золотой знак окончания курса Морского корпуса (1910)
- Подарок с вензелем с изображением Высочайшего Имени (1916)
- Медаль «XX лет РККА» (1938)
- Орден Трудового Красного Знамени (1943)
- Орден Красного Знамени (1944)
- Орден Ленина (1945)
- Орден Красного Знамени (1948)
- медали СССР